# Белый апач
«Белый апач» (итал. Bianco Apache, англ. White Apache) — спагетти-вестерн, приключенческий фильм 1986 года, снятый Клаудио Фрагассо и Бруно Маттеи.

## Сюжет
В годы освоения американского Запада бандиты нападают на повозку и жестоко расправляются с переселенцами. Индейцы спасают от расправы полуживую беременную женщину, которая, умирая, рожает сына. Вождь апачей решает усыновить мальчика и дает ему имя — Сияющее Небо. Однако не всем в племени понравилось, что у Чёрного Волка — прямого наследника, — появился белый сводный брат.

## В ролях
- Себастьян Харрисон — Сияющее Небо
- Лола Форнер — Восходящее Солнце
- Альберто Фарнезе — губернатор
- Чарли Браво
- Синция Де Понти — Изабелла
- Чарльз Борромел — «Бешеный бык»